# マルバウツギ
マルバウツギ（丸葉空木、学名: Deutzia scabra var. scabra または Deutzia scabra）は、アジサイ科ウツギ属の落葉低木。ツクシウツギともいう。

## 分布・生育地
本州の関東地方以西、四国、九州の低地や山地に分布する。日当たりのよい山野に多く見られる。植えられることは稀である。

## 形態・生態
落葉広葉樹の低木で、高さは1.5メートル (m) ほどになる。樹皮は灰褐色から茶褐色で、縦に裂けて剥がれる。若い枝は紫褐色で星状毛が密生するのが特徴である。葉は楕円形から卵形で、他のウツギ属と比べると丸みがある。葉の正面はざらつく。秋には紅葉し、橙色から赤色に染まり、ウツギのなかまの中では鮮やかに色づく。
花期は4 - 5月ごろで、白い花を咲かせる。果実は直径3ミリメートル (mm) ほどの椀形で星状毛がある。冬場でも萼片と花柱が残っていることがある。
冬芽は伏毛が密生し、枝先に仮頂芽が2個つくが、片方が大きいことが多い。側芽は枝に対生する。葉痕は三角形から半円形で、維管束痕が3個つく。
同科のウツギは、葉がより細く、紅葉はくすんだ橙色や黄色が多い。

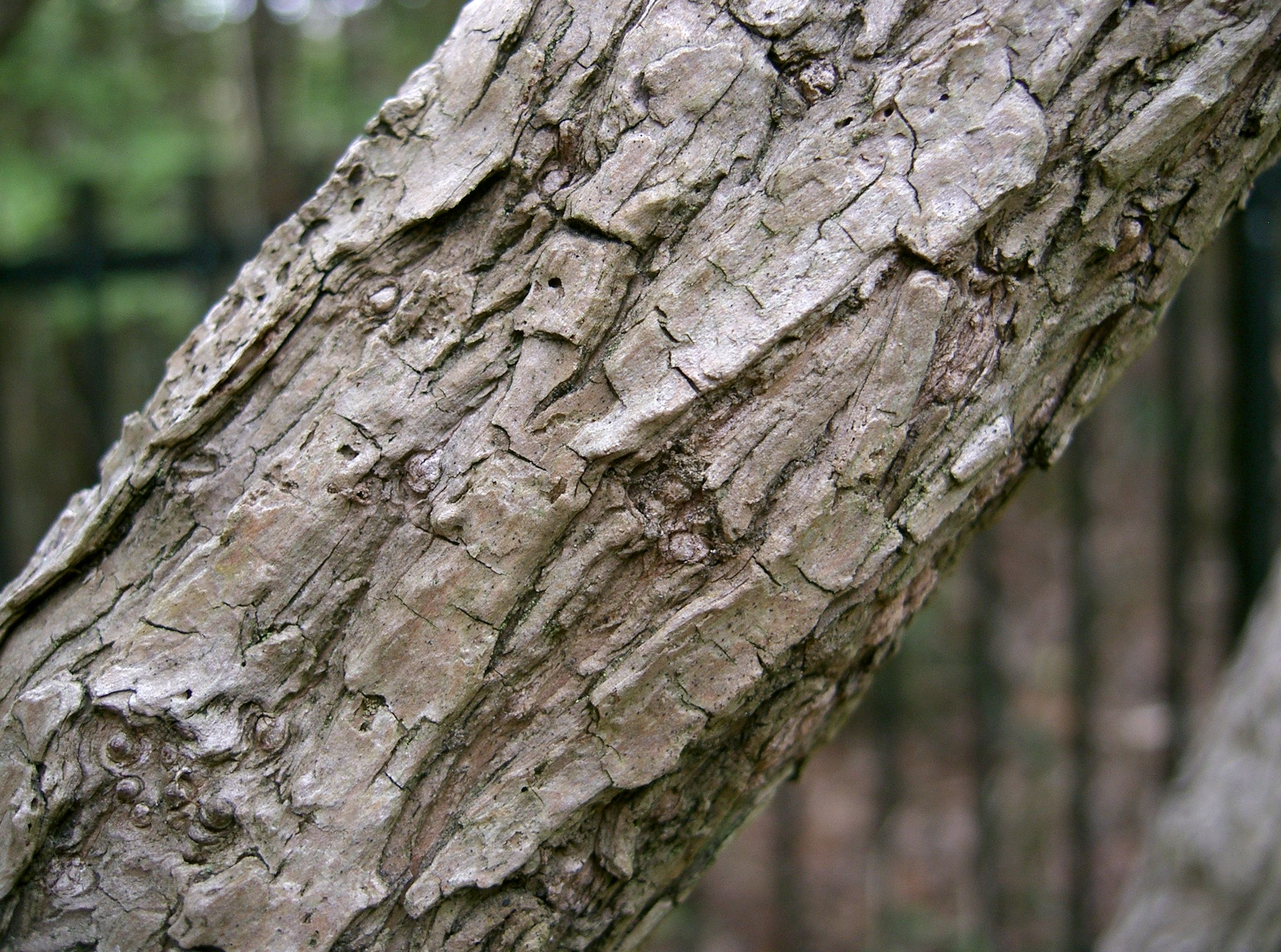
樹皮
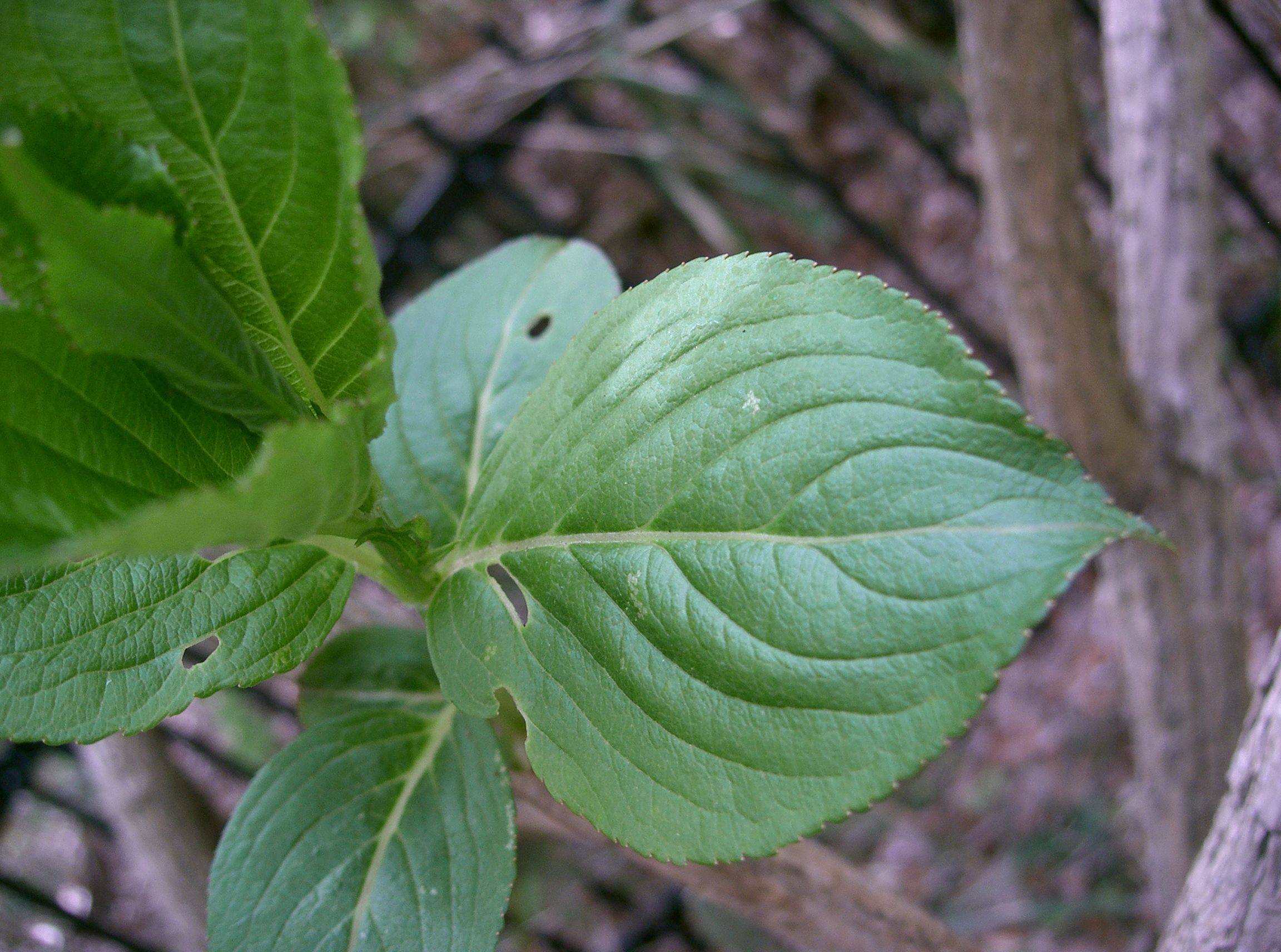
葉
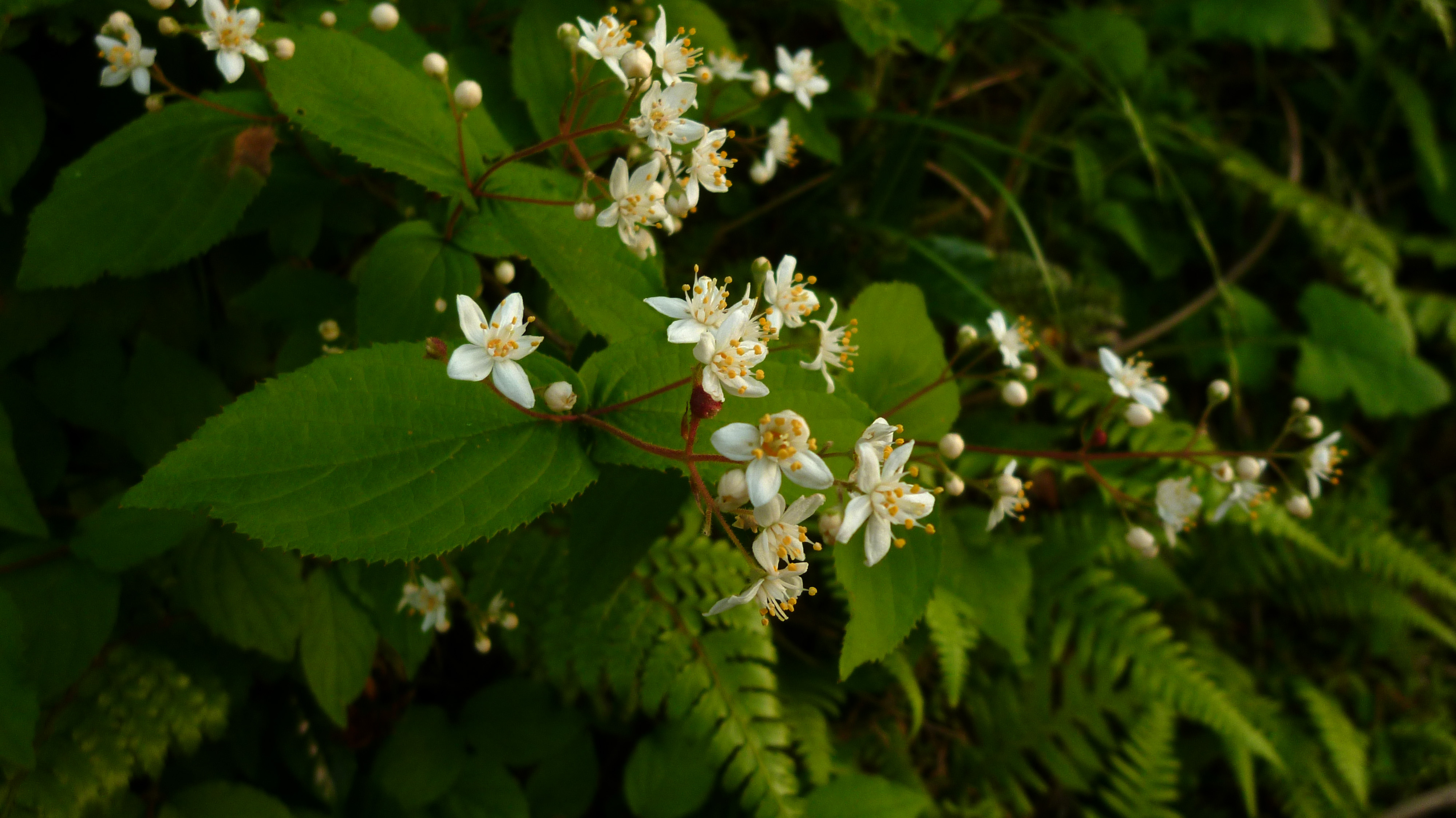
花
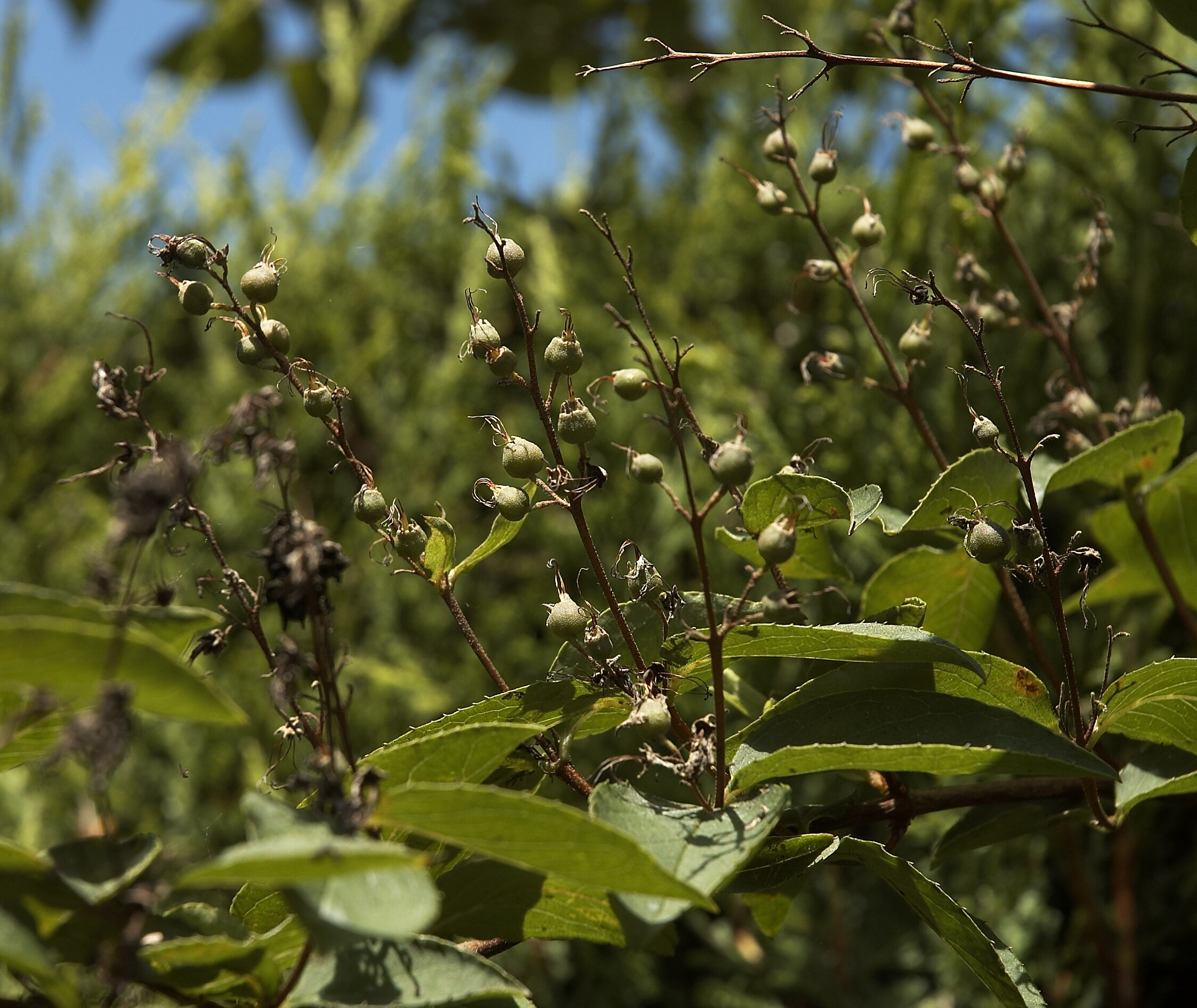
果実